# Rattus tanezumi
Il ratto delle case orientale (Rattus tanezumi  Temminck, 1844) è un roditore della famiglia dei Muridi diffuso nell'Asia sud-orientale.

## Descrizione

### Dimensioni
Roditore di medie dimensioni, con la lunghezza della testa e del corpo tra 105 e 215 mm, la lunghezza della coda tra 120 e 230 mm, la lunghezza del piede tra 32 e 41 mm, la lunghezza delle orecchie tra 18 e 24 mm e un peso fino a 240 g.

### Aspetto
La pelliccia è cosparsa di peli spinosi con la punta nerastra, più evidente negli individui più anziani. Le parti dorsali sono bruno-olivastre brizzolate talvolta con dei riflessi grigiastri o rossastri oppure con una banda dorsale più scura, mentre le parti ventrali variano dal grigio al bruno-grigiastro o bianco crema con dei riflessi giallognoli. Le orecchie sono relativamente grandi, arrotondate e finemente rivestite di corti peli. Le zampe sono brunastre mentre le dita sono bianche. I piedi sono relativamente larghi e forniti di grossi cuscinetti carnosi sulle piante. La coda può variare in lunghezza, è uniformemente scura, raramente con l'estremità bianca e ricoperta di piccole setole nerastre. Le femmine hanno un paio di mammelle pettorali, uno o due paia post-ascellari e tre paia inguinali. Il cariotipo è 2n=42 FN=58-62.

## Biologia

### Comportamento
È una specie terricola, sebbene sia un'ottima arrampicatrice. Costruisce nidi sferici con materiale vegetale all'interno di buche, nei tetti di paglia, cavità nei muri, tra tronchi d'albero accatastati, covoni di paglia, sacchi di granaglie oppure tra le rocce, cavità di alberi o alla base di grossi rami.

### Alimentazione
È onnivoro, cibandosi di ogni tipo di rifiuto alimentare. Nelle zone rurali provoca gravi danni alle piantagioni di cereali, vegetali e frutta, comprese quelle delle noci da cocco. Può nutrirsi anche di lumache.

### Riproduzione
Femmine gravide sono state catturate in ogni mese dell'anno senza significative variazioni stagionali. Tuttavia nelle zone agricole le nascite sono sincronizzate con la maturazione delle colture. Danno alla luce fino a 11 piccoli alla volta dopo una gestazione media di 21 giorni. Raggiungono la maturità sessuale dopo circa 80 giorni di vita.

## Distribuzione e habitat
Questa specie è originaria dell'Asia sud-orientale, dall'Afghanistan orientale attraverso il Subcontinente indiano e la Cina centrale fino alla Penisola coreana e all'Indocina. È stato successivamente introdotta in Giappone, Taiwan, Isole Andamane, Isole Nicobare, Filippine, in Indonesia fino alla Nuova Guinea occidentale, nella Micronesia fino alle isole Figi e in Micronesia fino all'isola di Eniwetok.
Vive all'interno di villaggi, in aree agricole e nelle foreste montane e di pianura fino a 1.800 metri di altitudine.

## Conservazione
La IUCN Red List, considerato il vasto areale e la tolleranza a diversi tipi di habitat, classifica R.tanezumi come specie a rischio minimo (Least Concern).